# رايموند أوغسطين كيارني
رايموند أوغسطين كيارني (بالإنجليزية: Raymond Augustine Kearney)‏ هو كاهن كاثوليكي أمريكي، ولد في 25 سبتمبر 1902 في جيرسي سيتي في الولايات المتحدة، وتوفي في 1 أكتوبر 1956.